# デビッド・ホー
デビッド・ホー（David Da-i Ho、何大一、1952年11月3日 - ）は、台湾系アメリカ人の医師、ウイルス学者であり、HIV/エイズの研究で知られる。
アーロン・ダイヤモンド・エイズ研究センターの創設者であり、コロンビア大学ヴァゲロス医科大学のクライド・アンド・ヘレン・ウー教授でもある。

## 若年期と教育
ホーは、台湾の台中市で1952年に、エンジニアの何歩基（ポール・ホー）と江雙如（ソニア・ジアン）の間に生まれた。台中市立光復小学校に6年生まで通った後、1957年に渡米した父を追って、一家でアメリカ合衆国ロサンゼルスに移住した。ジョン・マーシャル高校を卒業し、1974年にカリフォルニア工科大学で生物学の学士号を取得し、1978年にハーバード＝MIT健康科学技術部門で医学博士号を取得した。
その後、UCLA医学部（1978年 - 1982年）で内科、マサチューセッツ総合病院（1982年 - 1985年）で感染症の臨床研修を行った。1981年、ロサンゼルスのシダーズ・サイナイ医療センターで内科の研修医をしていたときに、後にエイズと判明する最初の報告例に接した。

## キャリア
ホーは、流行し始めた当初からHIV/エイズの研究に従事しており、当初は臨床ウイルス学とHIVの病原体に関する特定のトピックに焦点を当てていた。1990年代半ば、ホーの研究チームは、HIV複製の動態をヒトの生体内で解明するための、一連の臨床実験を行った。この知見は、HIVの早期かつ強力な治療を目指す先駆的な取り組みの基盤となった。ホーは、NIAIDとメルク社の科学者たちが以前に開発していた抗レトロウイルス併用療法を支持し、この治療法により、患者の体内でのHIVの複製を永続的に制御できることを初めて実証した。これは、「不治の病」だったエイズが、管理可能な病気に変わるというターニングポイントとなった。
その後、ホーは、HIVの感染を防ぐための戦略の開発に研究の焦点を移した。しかし、HIVの感染を防ぐためのワクチンは、様々な研究が行われているにもかかわらず、未だに開発されていない。ホーは、HIVの感染を阻止する戦略として、ワクチン以外のアプローチを主導しており、その成果が期待されている。ホーの研究グループは、アカゲザルの曝露前予防として長時間作用型の抗レトロウイルス薬の有効性を世界で初めて実証した。そのような薬剤の1つであるカボテグラビルは、グラクソ・スミスクラインと共同で、高リスク集団を対象としたフェーズ3の有効性試験に進んでいる。また、ホーの研究グループは、HIVの多様な株を中和する強力な抗体も開発している。最も有望なものは二重特異性モノクローナル抗体であり、ビル&メリンダ・ゲイツ財団の支援を受けて2019年にヒトでの初回臨床試験に入った。
ホー研究室は、国際的なHIV治療活動の一環として、アメリカ国立衛生研究所(NIH)の2つの助成金を受けている。
ホーは、2020年2月現在、500以上の研究論文を発表している。
ホーは、ジャック・マーから資金提供を受けてCOVID-19ウイルスのワクチンの研究をしており、COVID-19に対して有効になる可能性のある他の治療法も検討すべきだと考えている。
ホーは、中国系アメリカ人のリーダーによる組織である百人会(Committee of 100)のメンバーでもある。

## 賞と栄誉
ホーは、その科学的業績により、数多くの名誉や賞を受賞している。
2001年1月8日、ビル・クリントン大統領から大統領市民勲章を授与された。2013年、タイ王国から、医学や公衆衛生における業績を称えるプリンス・マヒドール賞を受賞した。2015年にはカリフォルニア工科大学から優秀同窓生賞を受賞した。その他、1991年のエルンスト・ユング賞、ニューヨーク市のMayor's Award for Excellence in Science and Technology、スクイブ賞、ヘキスト・マリオン・ルセル賞などを受賞している。1998年には、アカデミー・オブ・アチーブメントのゴールデンプレート賞を受賞した。
ホーは、コロンビア大学や清華大学など、14の名誉博士号を授与されている。また、北京協和医学院、香港大学、武漢大学、復旦大学の名誉教授を務めている。ハーバード大学の理事やマサチューセッツ工科大学評議員を務めた。現在はカリフォルニア工科大学の理事を務めている。
ホーは、『タイム』誌の1996年の「マン・オブ・ザ・イヤー」に選ばれた。後に『タイム』誌は、この選出はホー自身と読者の双方を驚かせたと語っている。同誌は1996年に「確かにホーは有名ではない。しかし、ヘッドラインを飾る人もいれば、歴史に残る人もいる」と認めている。2020年現在で、アメリカ大統領選挙の年にパーソン・オブ・ザ・イヤーに選ばれて、その年のアメリカ大統領選挙に勝利しなかった最後の人物である。1999年に『タイム』誌の「パーソン・オブ・ザ・センチュリー」の候補としてアレクサンダー・フレミングの名前が挙がったとき、ホーについても言及された。フレミングは、ホーを含む「病気と闘う科学者」の代表として描かれるものと見込まれたためである。最終的に、「パーソン・オブ・ザ・センチュリー」はアルバート・アインシュタインとなった。
ホーは、アメリカ芸術科学アカデミー会員、全米医学アカデミー会員、台湾の中央研究院院士、中国の中国工程院院士に選出されている。
2020年12月6日、カリフォルニア州知事のアーノルド・シュワルツェネッガーは、ホーをカリフォルニア博物館にある「カリフォルニア州の殿堂」に迎え入れた。 

## 私生活
ホーは、パートナーのTera Wongとともに生活しており、 Kathryn、Jonathan、Jaclynの3人の子供がいる。
ホーの本貫地は江西省新余である。

## 情報源
- The White House - President Clinton Awards the Presidential Citizens Medals Monday, January 8, 2001